# 七福神 (沢田研二のバックバンド)
七福神は、日本のロックバンドの呼び名。正式な名前はない。

## 概要
沢田研二のバックバンド。
2022年のツアーで5年ぶりのバンド体制。

## メンバー
- 平石正樹（Drums）
- 柴山和彦（Guitar）
- 依知川伸一（Bass）
- 斎藤有太（Keyboard）
- 高見一生（Guitar）
- すわ親治（Chorus）
- 山崎イサオ（Chorus）